# 福鲁什-迪阿朗
福鲁什-迪阿朗是葡萄牙波塔莱格雷区的一个堂区。总面积83.71平方公里，总人口1037人，人口密度12.4人/平方公里。